# カール・マドセン
カール・マドセン（Carl Johan Wilhelm Madsen または Karl Madsen、1855年3月22日 - 1938年4月16日）はデンマークの画家、美術史家である。姓のMadsenの、デンマーク語の発音に近いカタカナ表記は「マスン」である。

## 略歴
コペンハーゲンで生まれた。両親（Andreas Peter Madsen、Sophie Thorsøe Madsen）も画家である。ソーレのソーレ・アカデミアを卒業した後、1871年にC.V.ニールセンの美術学校に入学した。1872年から1876年に王立美術大学で学んだ。
1860年代ころから、デンマークに起こった新しい芸術運動（主唱者のゲーオア・ブランデスの著書『近代の突破者たち』 Det moderne Gjennembruds Mænd　から、「近代の突破」、英語ではModern Breakthroughと呼ばれる。）は美術の分野でも、詩人で画家のホルガー・ドラクマンが旧来のデンマークの美術界を批判した。フランスの新しい画家たちのように戸外での創作で光や色彩の変化を表現することや、一般の人々の生活を描くために1871年にドラクマンは、デンマーク北端の町スケーエンにうつり、ほぼ同じ時期にマドセンもスケーエンを訪れた。
王立美術学校の学生だった1874年に、学生仲間のミカエル・アンカーを誘って、スケーエンを訪れた。スケーエンでは後にアンカーと結婚するアンナ・ブロンデュムに絵を教えた。1873年から1874年の作品や1879年から1880年の作品は「スケーエン派」の代表的画家として評価された。マドセンの絵はフランスの印象派の画家に比べてやや暗く、評価は低下していった。
時代の潮流との乖離と経済的問題もあって、画家としての活動をやめ、美術評論家の道にすすみ、デンマーク有数の評論家となった。オランダ美術の権威となり、日本美術に関する先駆的な著作を執筆した。1911年から1925年までコペンハーゲン国立美術館の館長を務め、1928年から1938年までスケーエン美術館の館長を務めた。

## カール・マドセンの作品

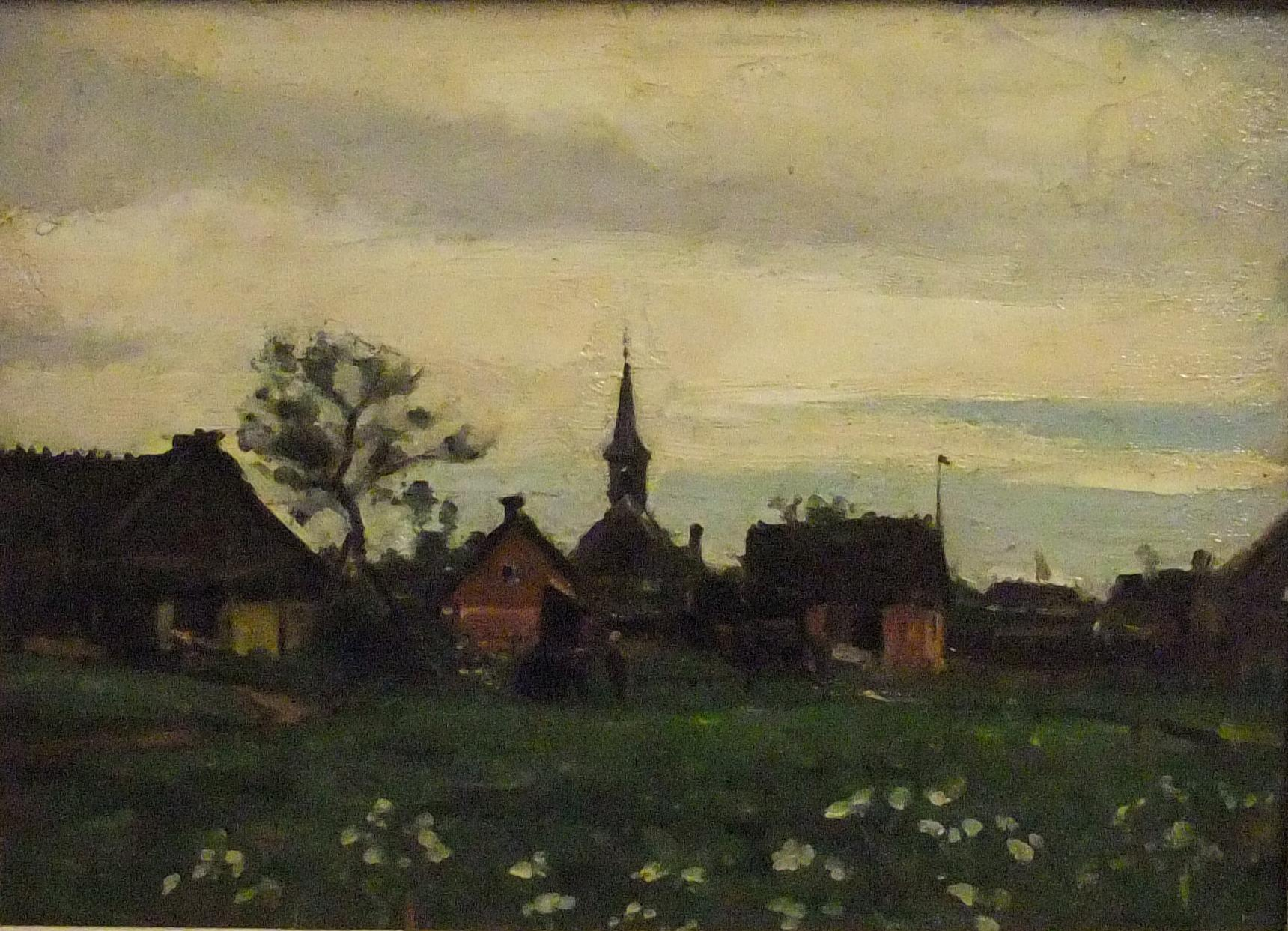
ホルンベックの風景
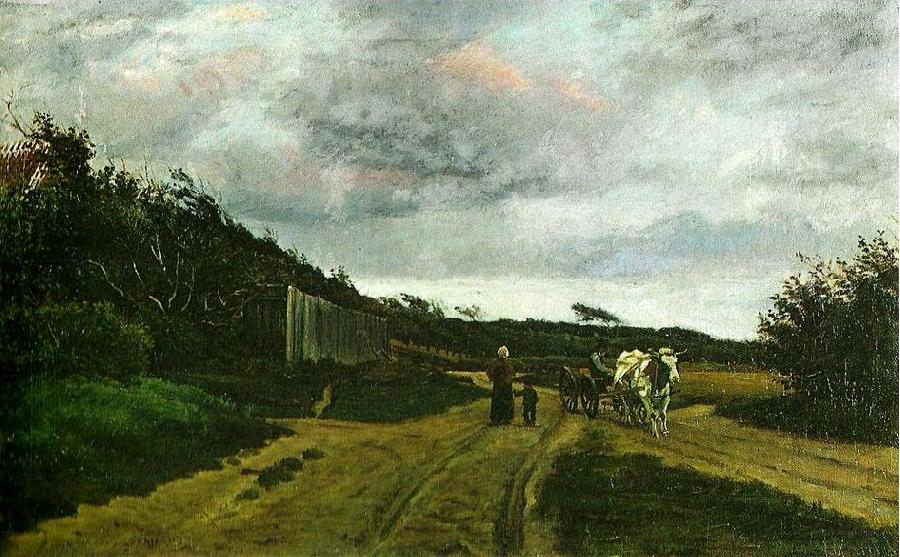
スケーエンの田畑を行く牛車
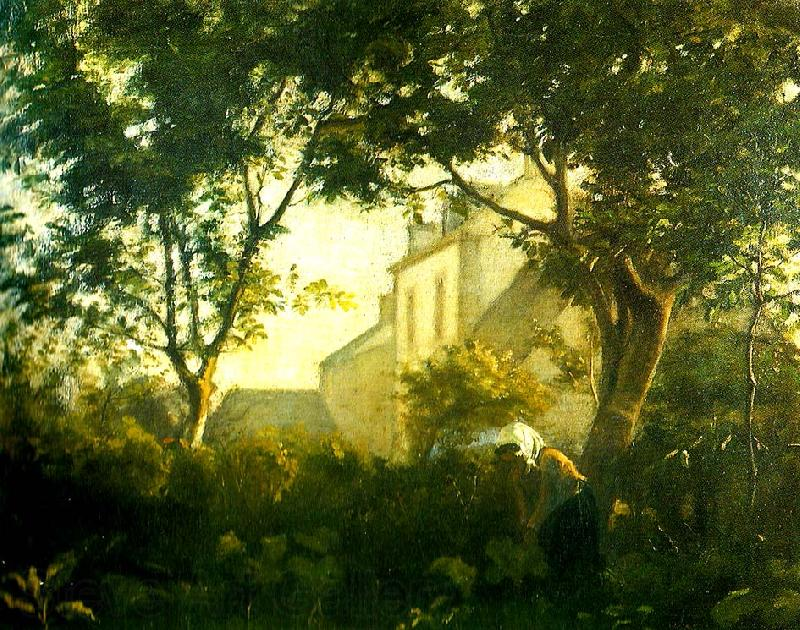
ブルターニュの教会

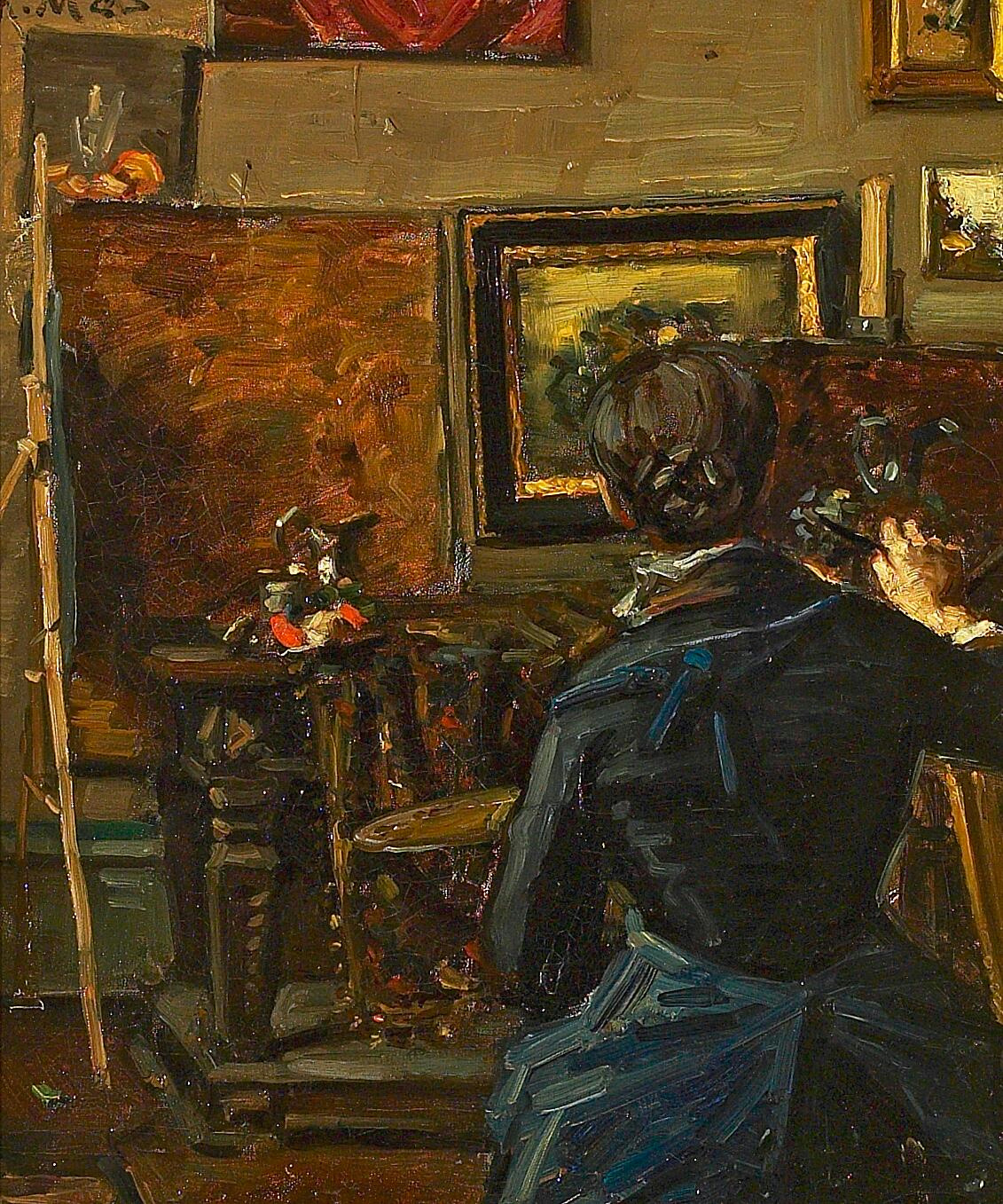
イーゼルの前のアンナ・アンカー
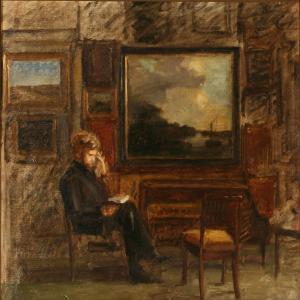
息子のいる室内
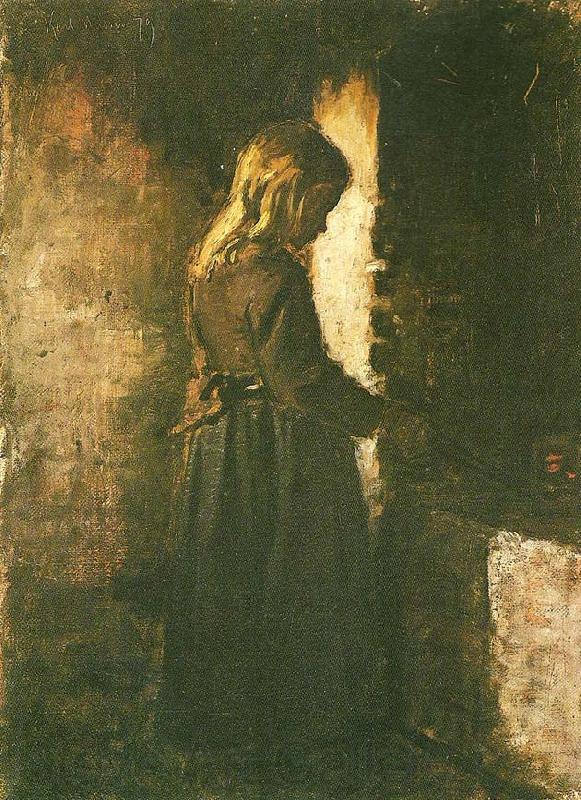
暖炉の側の少女